# Ondřej Krétský
Ondřej Krétský (řecky Ἀνδρέας Κρήτης, asi 650 – 4. července 712 nebo 726 nebo 740), známý také jako Ondřej Jeruzalémský, byl biskup, teolog, kazatel a hymnograf z 8. století. Jako světec je uctíván v pravoslavné i římsko-katolické církvi. Jeho svátek připadá na 4. července podle pravoslavného liturgického kalendáře (pro církve, které se řídí juliánským kalendářem, připadá 4. červenec na 17. července podle gregoriánského kalendáře).

## Život
Svatý Ondřej Krétský se narodil křesťanským rodičům v Damašku a byl až do svých sedmi let němý. Podle jeho hagiografů byl zázračně uzdraven po přijetí svatého přijímání. Ve čtrnácti letech odešel do lávry sv. Sávy Posvěceného poblíž Jeruzaléma, kde přijal mnišský postřih a rychle získal pozornost svých představených. Proto si ho jeruzalémský patriarcha vybral za svého notáře a v hodnosti arcidiákona ho vyslal na šestý ekumenický sněm (třetí konstantinopolský) do Konstantinopole roku 680, kde svatý Ondřej významně bojoval proti monotheletistické herezi.
Arcidiákon Ondřej nastoupil poté službu v konstantinopolském chrámu Boží Moudrosti, při které se věnoval modlitbám, postu, studia sv. Písma a péči o sirotky. Za vlády císaře Justiniána II. byl svatý Ondřej vysvěcen na biskupa v krétském městě Gortyn, kde neúnavně kázal slovo Boží a jeho usilovné modlitby prý dokázaly ochránit ostrov před útoky Saracénů nebo přivolat déšť v období sucha. Svatý Ondřej napsal mnoho poučných knih, bohoslužebných hymnů a stal se zakladatelem nové liturgické formy kánonu.
Biskup Ondřej zemřel na ostrově Lesbos v Mytiléne, když se na sklonku života vracel z Konstantinopole na Krétu, kam již nedoplul, a byl pohřben v chrámu svaté Anastásie a jeho svaté ostatky byly později přeneseny do konstantinopolského monastýru nosícím jeho jméno.

## Hymnografie
Dnes je svatý Ondřej známý především jako hymnograf. Připisuje se mu vynález (nebo alespoň zavedení) kánonu, nové formy hymnu, do liturgie. Dříve se část bohoslužby matutina, která je nyní kánonem, skládala ze zpěvu devíti biblických kantik s krátkými refrény vloženými mezi biblické verše. Svatý Ondřej tyto refrény rozšířil na plně rozvinuté básnické ódy, z nichž každá začíná tématem (irmos) biblického kantika, ale pak pokračuje výkladem tématu svátku, který se ten den slaví (ať už jde o Pána, Bohorodičku, světce, zesnulé atd.). Ondřej celkem složil na 70 kánonů a je svým rozsáhlým básnickým dílem staven po bok svých slavných syrských krajanů jako je Roman Sladkopěvec a Jan Damašský.

Ze sedmdesáti Ondřejových kánonů se na liturgii zpívá kánon na Lazarovu sobotu, v neděli Žen myronosic, při odchodu duše z těla a jeho nejznámější Veliký kající velkopostní kánon, který složil pro svojí osobní potřebu a v církvi se začal používat od 9. století a začíná slovy:
| „                                        | Čím začnu oplakávat života svého nešťastné skutky? Jaký začátek bude mít, Kriste, můj žalozpěv? Ó milosrdný, daruj mi odpuštění hříchů! | “ |
| — Velký kajícný kánon, sv.Ondřej Krétský | |   |

Každý církevní kánon sestává z 9 písní a 30 troparů (tropar je krátká píseň oslavující Boha nebo skutky svatých). Ondřejův kající kánon však obsahuje 250 troparů a též 2.píseň Mojžíšovu Dt 32, 1-43 (Kral, ČEP). Velký kánon je napsán jako vnitřní monolog kající se duše, která vyznává své hříchy i hříchy celého lidstva a svá vyznání prokládá živými obrazy z dějin Starého i Nového zákona. V každé z devíti písní se po šesté písni opakuje kondak (krátká posvátná píseň obsahující chválu světci nebo vyjadřující podstatu svátku či součást akathistu):
| „ | Duše má, ó duše má, vstaň, proč spíš? Blíží se konec a máš být zkroušena. Probuď se, aby se slitoval nad tebou Kristus Bůh, všudypřítomný a vše naplňující. | “ |

Velký kánon sv. Ondřeje měl původně podobu dlouhé řady troparů (či stichir), definitivní podobu mu pak dali mniši z konstantinopolského monastýru Studion, kteří k textu dopsali irmosy (počáteční verš každé jednotlivé ódy) a tropary kajícnici Marii Egyptské. Ondřejovo dílo bylo nazváno „ikonou pokání, kterou napsala čistá duše, omytá proudy životodárného Ducha“. V období Velkého půstu je kánon rozdělený na čtvrtiny a každá jeho čtvrtina se čte od pondělí do čtvrtka 1.velkopostního týdne na počátku Velkého povečeří a poté vcelku na tzv. Mariině stání během jitřní bohoslužby ve čtvrtek 5.velkopostního týdne.
Ondřej Krétský dále složil kánon k svátku Kristova narození, tři písně povečeří k svátku Květné neděle, stichiry ke svátku Obětování Páně, kánony ke svátku Početí Přesvaté Bohorodice ve svaté Anně (9. prosinec), svatých Sedm mučedníků Makabejských (1. srpen), svatého Ignáce z Antiochie (20. prosinec), čtyři z Triodu a 107 irmosů.

## Galerie

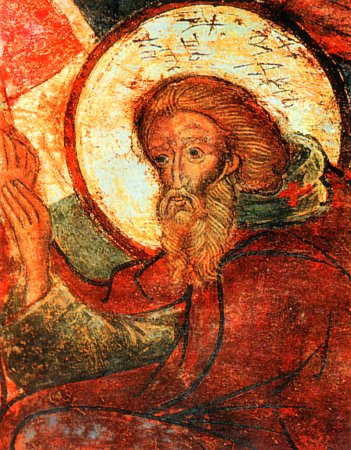
Ondřej Krétský
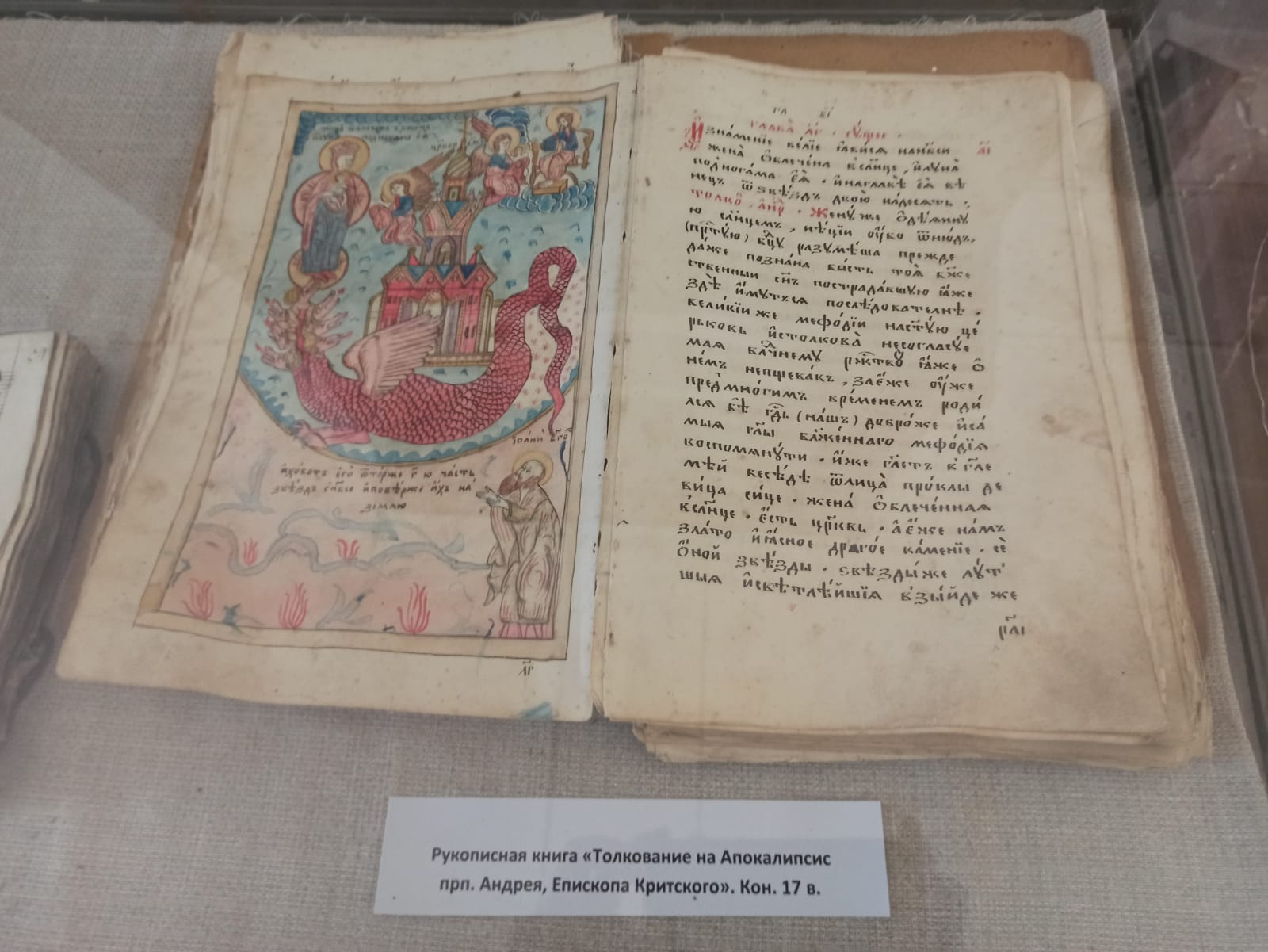
Kostel Zjevení Páně (Něrechta), muzeum. Komentáře k Apokalypse od Ondřeje Krétského. Rukopis, konec 17. stol.
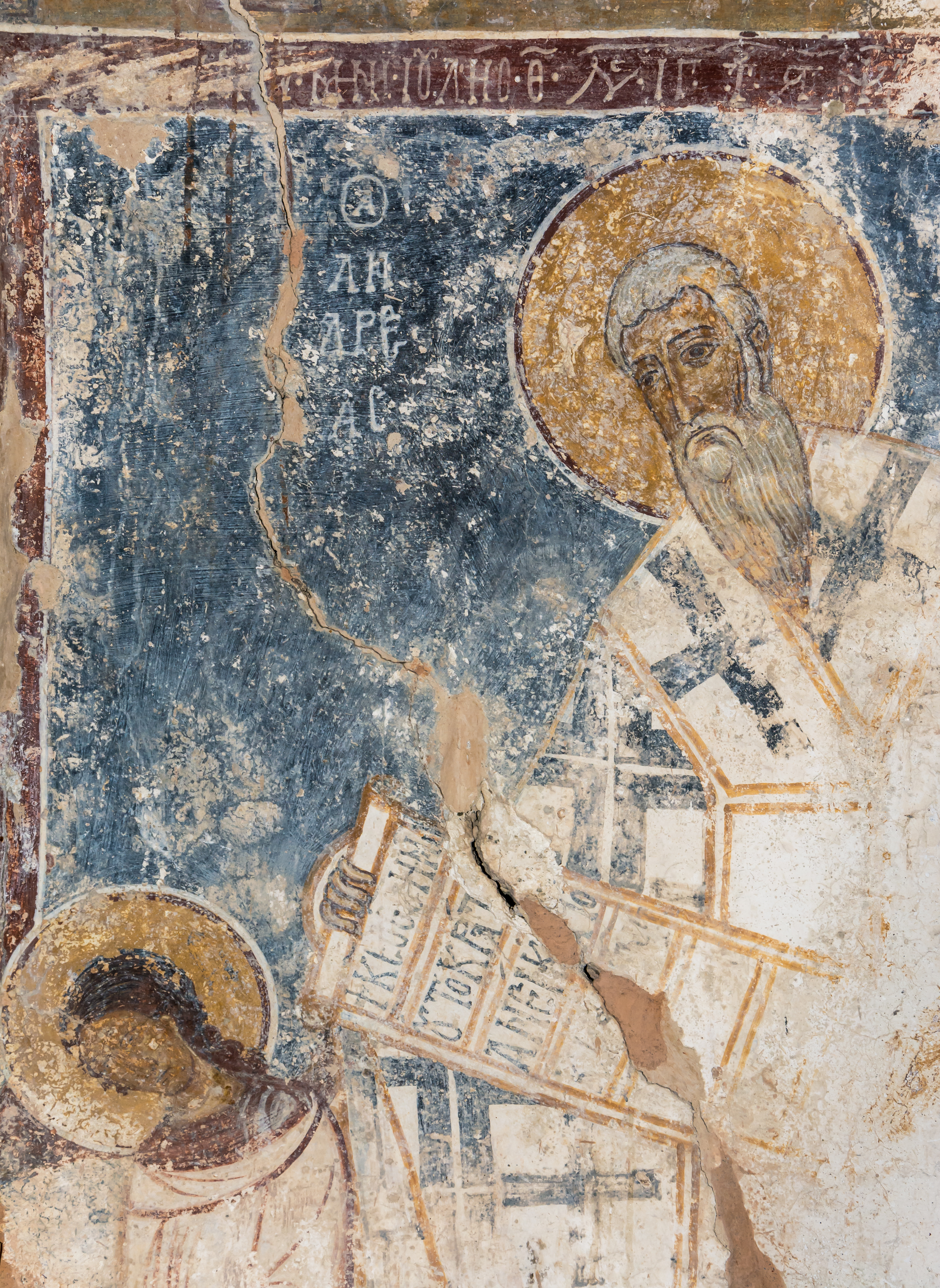
Byzantská freska v kostele Agia Anna (Αγία Άννα), údolí Amari, Kréta. Fresky jsou datovány rokem 1225 a jsou nejstaršími datovanými freskami na Krétě.
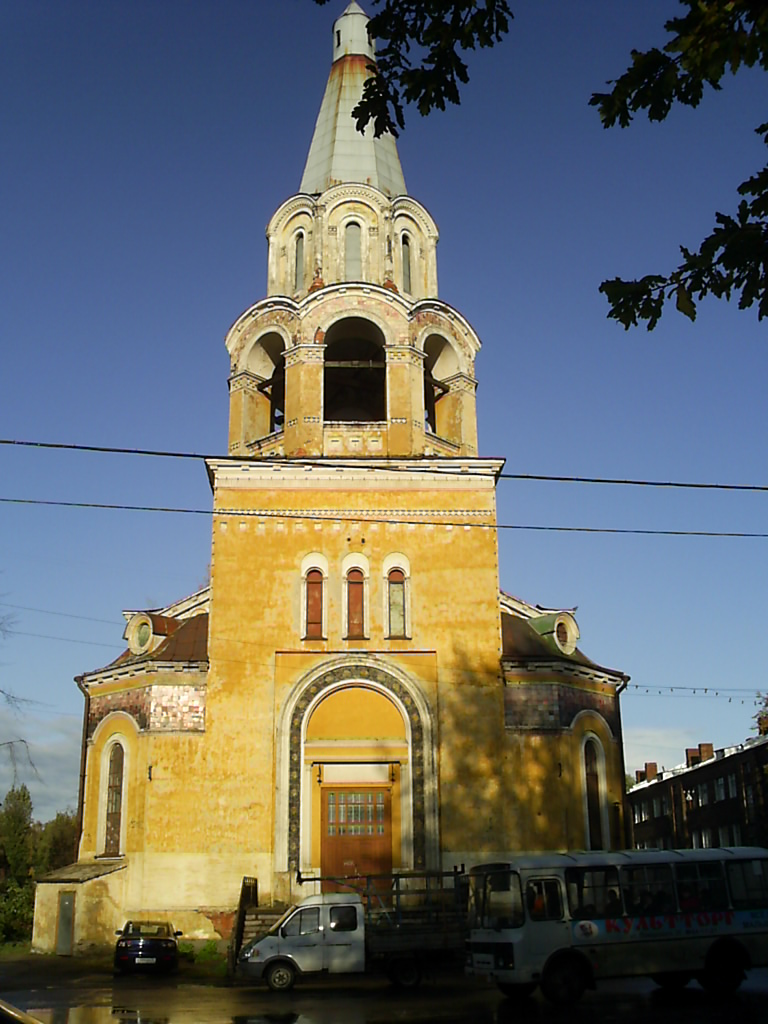
Chrám sv. Ondřeje Krétského v Jaroslavli, Rusko
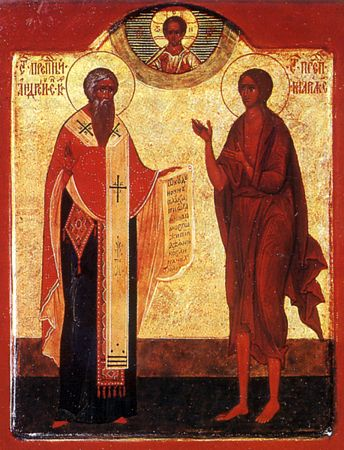
Ondřej Krétský a Marie Egyptská – ikona